# Armée Juive
Die Armée Juive (AJ, Jüdische Armee) war eine jüdisch-zionistische Widerstandsorganisation in Frankreich unter dem Vichy-Regime und der deutschen Besatzung. Sie wurde in Toulouse gegründet, hatte dort und den angrenzenden Regionen einen Schwerpunkt ihrer Aktivitäten, war aber auch in anderen Teilen von Frankreich aktiv. Die AJ sah ihren Kampf in Frankreich stets auch als Teil des Kampfes für einen eigenen jüdischen Staat in Palästina und unterhielt enge Kontakte zu den dort für einen jüdischen Staat kämpfenden Organisationen.

## La Main forte (Die starke Hand)
Im August 1940 gründeten die revisionistischen Zionisten David (1900–1955) und Ariane Knout (1906–1944) sowie Abraham und Génia Polonski in Toulouse die Geheimorganisation La Main forte. Deren Ziel war es, die Nazis und deren Kollaborateure zu bekämpfen und die Briten aus Palästina zu vertreiben, um einen jüdischen Staat zu gründen.
La Main forte organisierte sich zunächst als Literaturzirkel, leistete Hilfe für die Häftlinge in den in der Region ansässigen Internierungslagern und versuchten auch, diese zur Flucht zu bewegen. Genia Polonski starb im Juni 1941, und im November 1942 flüchtete David Knout in die Schweiz. Neu hinzu kam dann Aron (Lucien) Lublin (1909–1995), ein französischer Elektroingenieur und aktives Mitglied der zionistischen Arbeiterbewegung, der bei Ausbruch des Zweiten Weltkriegs in die französische Armee eingetreten war.

## Von der Main forte zur Armée Juive
In der Folge der zuvor skizzierten personellen Veränderungen änderte sich die Struktur der bisherigen Organisation, und insbesondere unter dem Einfluss von Lublin wurde dann am 10. Januar 1942 aus der Main forte erst die Action Juive, bald dann die Armée Juive (AJ). Am 1. Dezember 1943 erschien in Toulouse die erste Ausgabe von Quand-Même, der Untergrundzeitung der AJ, gedruckt von Henri Lion. Die Zeitung erschien bis zum Sommer 1944.
Die AJ stützte sich auf die zionistische Jugendbewegungen und kämpfte außer in Toulouse auch in und um Nizza, Lyon und Paris. Sie schmuggelte Geld aus der Schweiz, um Juden beim Untertauchen zu helfen und ermöglichte über 500 Juden und Nichtjuden die Ausreise in das neutrale Spanien, wozu eigens der Service d’évasion et de regroupement (SER, Flucht- und Nachzugsdienst) ins Leben gerufen wurde. Sein Pendant war ab April 1944 der Service d’évacuation et de regroupement des enfants (SERE), der Schätzungen zufolge rund 100 Kindern zur Flucht über die Pyrenäen verhalf.
Die AJ verfolgte aber auch immer ihre zionistischen Ziele und sah ihren Kampf in Frankreich als Teil des Kampfes für einen eigenen jüdischen Staat in Palästina. Sie erkannte die Autorität der Institutionen des Jischuv an und unterstellte sich der Hagana, was bedeutete, dass die Mitglieder der AJ, die nach Palästina gebracht wurden, sich dort der Hagana anschließen mussten.:Abschnitt 44 Als oberste Ziele des Kampfes der AJ benannte Lublin:

« – Actions de toutes formes contre les forces allemandes d’occupation.
– Sauvetage des Juifs d’Europe.
– Recrutement et acheminement de volontaires vers la Palestine ou les Forces françaises libres et autres armées alliées.
– Combat contre notre seul ennemi : les Allemands. »

„– Aktionen jeglicher Art gegen die deutschen Besatzungstruppen.
– Rettung der europäischen Juden.
– Rekrutierung und Weiterleitung von Freiwilligen nach Palästina oder zu den Forces françaises libres und anderen alliierten Armeen.
– Kampf gegen unseren einzigen Feind: die Deutschen.“

## Die Armée Juive als Teil der Organisation juive de combat
1943/44 war die AJ, in deren Reihen auch nach Frankreich geflüchtete niederländische und belgische Juden kämpften, eine der treibenden Kräfte beim Zusammenschluss mehrerer bislang eher autonom agierender jüdischer Organisationen zur Organisation juive de combat (OJC). Die bekanntesten Gruppen, die sich neben der AJ dem OJC anschlossen, waren die Éclaireurs Israélites de France (EIF, Jüdische Pfadfinder Frankreichs), die Œuvre de secours aux enfants (OSE) und das Mouvement de la jeunesse sioniste (MJS, Bewegung junger Zionisten). Alle im OJC zusammengeschlossenen Gruppen waren in der Anfangsphase der Besatzung gegründet worden und blieben auch bis zur Befreiung Frankreichs aktiv; aber nur die AJ und die EIF verfügten über eigene bewaffnete Kämpfer.

## Von der jüdischen zur französischen Widerstandsorganisation
Der jüdische Widerstand war zunächst nicht mit den französischen Widerstandsbewegungen verbunden. Das änderte sich nach der Gründung der OJC, nachdem die AJ bereits seit 1943 mit dem lokalen Widerstand im Département Tarn zusammengearbeitet hatte. Im Frühjahr 1944 gab es dann engere Beziehungen zu den Forces françaises de l’intérieur (FFI), die dazu führten, dass die OJC von der FFI offiziell als französische Widerstandsbewegung anerkannt wurde. Nach Mathieu Arnal erfolgte diese Anerkennung durch den Toulouser Ableger des Comité français de Libération nationale. Die OJC verfügte zu dieser Zeit über knapp 2.000 Kämpferinnen und Kämpfer.

“The AJ's worst losses came as a result of actions carried out by the Gestapo. In May 1944 five of the AJ's Dutch members who were working in Paris were tracked by the Gestapo, and in July the Gestapo arrested 25 AJ fighters in Paris (destroying the AJ's base in the city). The captured soldiers were tortured and then deported to Buchenwald with the last transport from Drancy. The AJ also participated in the general French revolt against the Germans in August 1944.”

„Die schlimmsten Verluste erlitt die AJ durch die Aktionen der Gestapo. Im Mai 1944 wurden fünf niederländische Mitglieder der AJ, die in Paris arbeiteten, von der Gestapo aufgespürt, und im Juli verhaftete die Gestapo 25 AJ-Kämpfer in Paris (und zerstörte damit den Stützpunkt der AJ in der Stadt). Die gefangenen Soldaten wurden gefoltert und dann mit dem letzten Transport aus Drancy nach Buchenwald deportiert. Die AJ beteiligte sich auch an der allgemeinen französischen Aufstandbewegung gegen die Deutschen im August 1944.“

Ariane Knout, die Mitbegründerin der AJ, wurde am 22. Juli 1944 ermordet, als sie auf dem Rückweg zum AJ-Hauptquartier von Mitgliedern der französischen Miliz überfallen wurde. Nach Pollak/Bourrée geschah dies in Toulouse, wo sie weiterhin Mitglied des AJ-Lenkungsausschusses war.

## Die Armée Juive nach dem Ende des Zweiten Weltkriegs
Die AJ blieb auch nach dem Ende des Zweiten Weltkriegs ihren zionistischen Zielen verpflichtet.

« En 1945, après une rencontre avec Ben Gourion, responsable de l’Agence juive et de la Haganah, Abraham Polonski met l’AJ à disposition de la délégation de la Haganah en Europe. A ce titre, l’AJ joue un rôle important entre 1945 et 1948 en faisant passer en Palestine plusieurs milliers d’immigrants. Le 6 avril 1946, Polonski conclut un accord avec Nahum Shadmi, chef de la Haganah Europe, par lequel il devient commandant de la Haganah en France et en Afrique du Nord. Lorsque la création de l’Etat d’Israël devient imminente, Polonski participe à la logistique des camps d’entraînement militaire mis en place par le Mossad Le'aliyah Bet, notamment dans les environs de Marseille. A l’issue de leur formation accélérée, les volontaires prennent part à la guerre d’indépendance d’Israël. En 1949, David Ben Gourion, premier ministre de l’Etat d’Israël, dissout la section française de la Haganah. »

„Nach einem Treffen mit Ben Gurion, dem Leiter der Jewish Agency und der Haganah, stellt Abraham Polonski die AJ 1945 der Haganah-Delegation in Europa zur Verfügung. In dieser Funktion spielt die AJ zwischen 1945 und 1948 eine wichtige Rolle, indem sie mehrere Tausend Immigranten nach Palästina schleuste. Am 6. April 1946 schloss Polonski ein Abkommen mit Nahum Shadmi, dem Leiter der Haganah Europa, in dem er Kommandant der Haganah in Frankreich und Nordafrika wurde. Als die Gründung des Staates Israel unmittelbar bevorsteht, beteiligt sich Polonski an der Logistik der militärischen Trainingslager, die vom Mossad Le'aliyah Bet insbesondere in der Umgebung von Marseille eingerichtet werden. Nach Abschluss ihrer beschleunigten Ausbildung nehmen die Freiwilligen am israelischen Unabhängigkeitskrieg teil. 1949 löste David Ben Gurion, der Premierminister des Staates Israel, die französische Sektion der Haganah auf.“